# هوارد ثورمان
هوارد ثورمان (بالإنجليزية: Howard Thurman)‏ هو فيلسوف وكاتب أمريكي، ولد في 18 نوفمبر 1899 في ويست بالم بيتش في الولايات المتحدة، وتوفي في 10 أبريل 1981 في سان فرانسيسكو في الولايات المتحدة.

## وصلات خارجية
- هوارد ثورمان على موقع الموسوعة البريطانية (الإنجليزية)